# USS New Jersey (BB-62)
USS New Jersey (BB-62) (tên lóng "Big J" hay "Black Dragon"
) là 1 thiết giáp hạm thuộc lớp Iowa và là con tàu thứ 2 của Hải quân Hoa Kỳ được đặt tên theo tiểu bang New Jersey. New Jersey đã đạt được nhiều ngôi sao chiến đấu hơn toàn bộ 3 thiết giáp hạm lớp Iowa còn lại cộng lại, và là thiết giáp hạm duy nhất của Mỹ cung cấp hỏa lực hỗ trợ trong chiến tranh Việt Nam.
Trong Thế chiến II, New Jersey đã pháo kích các mục tiêu trên đảo Guam và Okinawa, và bảo vệ các hàng không mẫu hạm làm nhiệm vụ không kích ở quần đảo Marshall. Trong chiến tranh Triều Tiên, New Jersey đã tham gia vào các cuộc bắn phá dọc bờ biển Bắc Triều Tiên, sau đó New Jersey được đưa vào Hạm đội Trừ bị của Hải quân Hoa Kỳ. New Jersey được tái hoạt động vào năm 1968 và gửi đến Việt Nam để hỗ trợ quân đội Hoa Kỳ trước khi trở lại đội Trừ bị vào năm 1969. Tiếp tục được đưa vào hoạt động trở lại trong những năm 1980 như là 1 phần của chương trình Hải quân 600 tàu, New Jersey được hiện đại hóa để mang tên lửa trước khi được tái biên chế. Năm 1983, con tàu tham gia các chiến dịch của Hoa Kỳ trong Cuộc Nội chiến Li Băng.
New Jersey được ngừng hoạt động lần cuối cùng vào năm 1991 (sau hơn 21 năm hoạt động ở lực lượng chính), đã nhận được Danh hiệu Đơn vị Tuyên dương của Hải quân sau quãng thời gian hoạt động ở Việt Nam và nhận tổng cộng 19 ngôi sao chiến đấu cho các chiến dịch ở Thế chiến II, chiến tranh Triều Tiên, chiến tranh Việt Nam, cuộc nội chiến Li Băng, và Vịnh Ba Tư. Sau khi lưu giữ 1 thời gian ngắn trong Hạm đội Trừ bị, con tàu được trao tặng cho tổ chức Home Port Alliance ở Camden, New Jersey và bắt đầu sự nghiệp làm tàu bảo tàng từ ngày 15 tháng 10 năm 2001.

## Chế tạo

Lễ hạ thủy USS New Jersey (BB-62) tại Xưởng đóng tàu Hải quân Philadephia, Pennsylvania, ngày 7 tháng 12 năm 1942.

New Jersey là 1 trong số 4 thiết giáp hạm lớp Iowa, được thiết kế vào năm 1938 bởi Chi nhánh Thiết kế Sơ thảo của Văn phòng Chế tạo và Sửa chữa. Con tàu được hạ thủy vào ngày 7 tháng 12 năm 1942 (kỷ niệm 1 năm cuộc tập kích Trân Châu Cảng) và được nhập biên chế vào ngày 23 tháng 5 năm 1943. Đây là con tàu thứ 2 của lớp Iowa của Hải quân Hoa Kỳ, được đỡ đầu bởi Carolyn Edison, vợ của Charles Edison - Thống đốc bang New Jersey và là cựu Bộ trưởng Bộ Hải quân. Đại tá Carl F. Holden là thuyền trưởng đầu tiên của New Jersey.
Hệ thống pháo chính của New Jersey bao gồm 9 khẩu 16"/50 caliber Mark 7 đặt trong 3 tháp pháo 3 nòng, có khả năng bắn được đạn xuyên giáp nặng 1,225 kg với khoảng cách 42.6 km. Hệ thống pháo phụ gồm 12 khẩu lưỡng pháo 5"/38 caliber đặt trong 6 tháp pháo 2 nòng, có thể bắn trúng mục tiêu ở khoảng cách hơn 16 km. Với sự ra đời của không lực và tầm quan trọng của việc duy trì ưu thế trên bầu trời đã đặt ra yêu cầu về việc bảo vệ các đội hàng không mẫu hạm của Hải quân Đồng Minh, nên New Jersey được lắp đặt 1 loạt hệ thống pháo phòng không Oerlikon 20 mm và pháo phòng không Bofors 40 mm. Khi con tàu được tái biên chế vào năm 1968, toàn bộ pháo 20 mm và 40 mm trên tàu đều bị gỡ bỏ trước khi tham chiến tại Việt Nam. Khi được tái biên chế vào năm 1982, 4 tháp pháo 5"/38 caliber được gỡ bỏ và được lắp đặt 4 hệ thống CIWS để bảo vệ con tàu khỏi tên lửa và máy bay đối phưong, 8 máy phóng tên lửa 4 nòng Tomahawk và 8 máy phóng tên lửa 4 nòng Harpoon.
Sàn tàu rộng 53,000 ft² và được bọc gỗ tếch. Không như các thiết giáp hạm còn lại của lớp Iowa, New Jersey được đích thân Tổng thống Franklin D. Roosevelt đặt tên để trả 1 món nợ chính trị cho Thống đốc bang New Jersey lúc đó là Charles Edision. Trong thời gian còn làm lại tại Bộ Hải quân, Edision đã thúc đẩy tiến trình đóng những chiếc thiết giáp hạm lớp Iowa và việc đóng 1 chiếc ở Xưởng đóng tàu Hải quân Philadelphia.

## Thế chiến II (1943-1945)

### Chạy thử máy và hoạt động cùng Đệ Ngũ Hạm đội của Đô đốc Spruance
Sau khi hoàn tất việc trang bị vũ khí, New Jersey cùng thủy thủ đoàn đã tham gia huấn luyện ở Tây Đại Tây Dương và vùng biển Caribbean. Vào ngày 7 tháng 1 năm 1944, con tàu di chuyển qua kênh đào Panama và di chuyển tới đảo Funafuti thuộc quần đảo Ellice. Con tàu có mặt tại đó vào ngày 22 tháng 1 và được đưa vào Đệ Ngũ Hạm đội, và 3 ngày sau đó, gia nhập Nhóm Đặc nhiệm 58.2 (TG 58.2) tham gia vào chiến dịch đánh chiếm quần đảo Gilbert và Marshall. New Jersey tham gia bảo vệ các đội hàng không mẫu hạm khỏi các cuộc không kích của người Nhật trong khi các mẫu hạm của TG 58.2 cho máy bay xuất kích tấn công đảo Kwajalein và Eniwetok từ ngày 29 tháng 1 tới ngày 2 thàng, mở đường cho cuộc đổ bộ vào ngày 31 tháng 1.

Thiết giáp hạm USS New Jersey (BB-62) đang khai hỏa dàn pháo 5-inch (127 mm) vào 1 tàu vận tải của Nhật Bản trong chiến dịch Hailstone, ngày 17 tháng 2 năm 1944.

New Jersey được chọn làm kì hạm của Đô đốc Raymond A. Spruance vào ngày 4 tháng 2 - tư lệnh Đệ Ngũ Hạm đội. Chiến dịch đầu tiên mà New Jersey tham gia là chiến dịch Hailstone - chiến dịch không kích/bắn phá căn cứ của hạm đội Nhật Bản tại Truk, thuộc quần đảo Carolines, trong vòng 2 ngày. Cuộc tấn công này đã gây thiệt hại khiến Hải quân Nhật không thể ngăn cản các chiến dịch ở quần đảo Marshall của người Mỹ không lâu sau đó. Từ ngày 17 tới ngày 18 tháng 2, nhóm đặc nhiệm đã bắn chìm 2 tuần dương hạm hạng nhẹ, 4 khu trục hạm, 3 tàu chở quân, 2 tàu tiếp tế tàu ngầm, 2 tàu săn ngầm, 1 tàu quét mìn, 1 phà chở máy bay và 23 tàu vận tải các loại, chưa bao gồm các tàu nhỏ hơn. New Jersey bắn chìm 1 tàu quét mìn và góp phần bắn chìm các tàu khác, trong đó có khu trục hạm Maikaze. Nhóm đặc nhiệm quay trở lại quần đảo Marshalls vào ngày 19 tháng 2.
Từ ngày 17 tháng 3 tới ngày 10 tháng 4, New Jersey hoạt động cùng chiếc Lexington - kì hạm của Chuẩn Đô đốc Marc A. Mitscher, tham gia vào chiến dịch không kích và bắn phá đảo san hô Mille, sau đó gia nhập lại Nhóm Đặc nhiệm 58.2 để tham gia đánh chặn đoàn vận tải tới Palaus, và bắn phá Woleai. Sau khi trở về Majuro, Đô đốc Spruance chuyển cờ hạm của mình sang chiếc Indianapolis. Hoạt động tiếp theo của New Jersey, từ ngày 13 tháng 4 tới ngày 4 tháng 5 năm 1944, bắt đầu và kết thúc ở Majuro. Con tàu tham gia bảo vệ các đội mẫu hạm trong các chiến dịch ở Aitape, vịnh Tanahmerah và vịnh Humboldt, New Guinea vào ngày 22 tháng 4, và pháo kích tàu tiếp tế và hệ thống cơ sở hạ tầng ở Truk vào ngày 29-30 tháng 4.

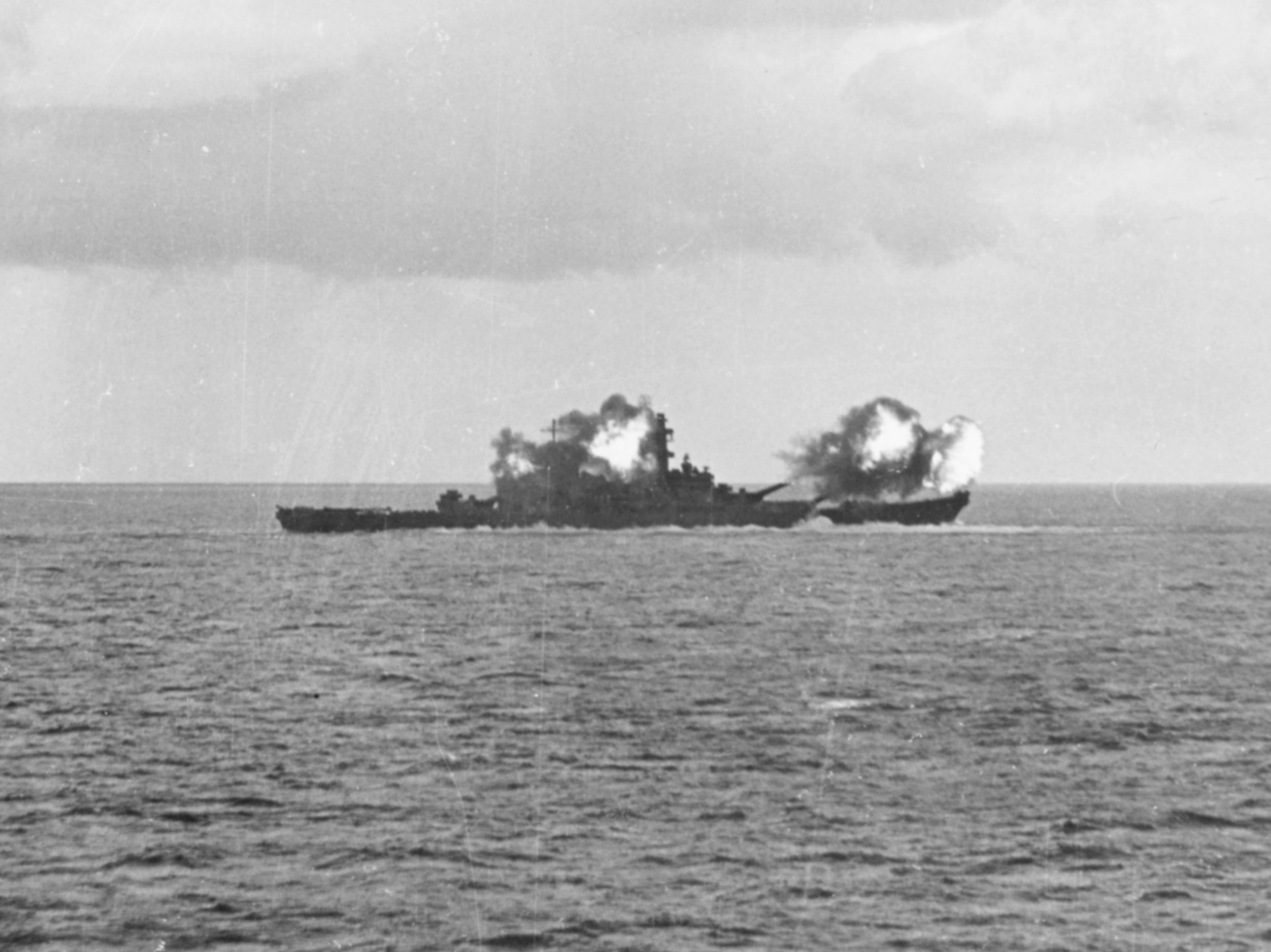
USS New Jersey (BB-62) đang pháo kích Tinian, tháng 6 năm 1944.

Sau các buổi huấn luyện chuẩn bị cho chiến dịch đánh chiếm Marianas, New Jersey ra khơi vào ngày 6 tháng 6 cùng với Lực lượng Đặc nhiệm của Đô đốc Mitscher. 2 ngày trước cuộc đổ bộ, New Jersey bắn hạ 1 máy bay phóng lôi, và trong 2 ngày tiếp theo, con tàu tham gia oanh tạc đảo Saipan và Tinian, để dọn đường cho cuộc đổ bộ của Thủy quân Lục chiến vào ngày 15 tháng 6. Người Nhật nhanh chóng triển khai lực lượng để đáp trả cuộc tấn công của Mỹ. Trong khi các đội tàu ngầm âm thầm theo dõi toàn bộ hoạt động của tàu chiến Nhật Bản thì lực lượng của Đô đốc Spruance đã gia nhập với lực lượng của Đô đốc Mitscher để đón chờ người Nhật. New Jersey đã bảo vệ đội mẫu hạm trong khi phi công Mỹ và Nhật Bản đối đầu nhau quyết liệt ở trận biển Philippines. Trận chiến ngày hôm đó còn được biết đến qua cái tên "Cuộc bắn gà tây ở Marianas", khi người Nhật mất tầm 400 máy bay nhưng chỉ đổi lại khoảng 12 máy bay Mỹ. Số lượng phi công và máy bay bị mất này tương đương với thảm họa  2 hàng không mẫu hạm Taihō và Shōkaku bị đánh chìm bởi tàu ngầm Albacore và Cavalla, và việc mất mẫu hạm Hiyō bởi máy bay từ mẫu hạm hạng nhẹ Belleau Wood. Ngoài ra các tổn thất trên, hải quân Đồng Minh còn làm hư hại thêm 2 hàng không mẫu hạm và 1 thiết giáp hạm của người Nhật. Hỏa lực phòng không của New Jersey và các tàu chiến Mỹ khác gần như không thể xuyên thủng, 2 tàu chiến Mỹ bị hư hại nhẹ và họ chỉ mất 17 máy bay trong toàn bộ trận đánh.

### Hoạt động cùng Đệ Tam Hạm đội của Đô đốc Halsey
Những đóng góp cuối cùng của New Jersey trong chiến dịch ở Marianas là pháo kích đảo Guam và quần đảo Palaus, sau đó trở về Trân Châu Cảng vào ngày 9 tháng 8. Tại đây, con tàu trở thành kì hạm của Đô đốc William F. Halsey Jr., và vào ngày 24 tháng 8, trở thành kì hạm của Đệ Tam Hạm đội của Hải quân Hoa Kỳ. Vào này 30 tháng 8, New Jersey khởi hành từ Trân Châu Cảng, và dành 8 tháng tiếp theo đóng quân tại căn cử ở Ulithi để chuẩn bị hỗ trợ cho các chiến dịch của quân Đồng Minh ở Philippines.
Vào tháng 9, con tàu tham gia pháo kích Visayas và khu vực miền nam Philippines, sau đó là Manila, Cavite, Panay, Negros, Leyte và Cebu. Vào đầu tháng 10, New Jersey pháo kích các căn cứ không quân của người Nhật ở Okinawa và Formosa để chuẩn bị cho cuộc đổ bộ vào Leyte ngày 20 tháng 10 năm 1944. Chiến dịch này cũng chứng kiến cuộc xuất kích chủ lực cuối cùng của Hải quân Đế quốc Nhật Bản. Người Nhật lên kế hoạch dùng Hạm đội Phương Bắc với lực lượng máy bay lớn làm mồi nhử để kéo toàn bộ thiết giáp hạm, tuần dương hạm và hàng không mẫu hạm của Halsey, đang làm nhiệm vụ bảo vệ đoàn đổ bộ, ra khỏi Leyte. Điều này cho phép Lực lượng Trung Tâm của Kurita dễ dàng tiến thẳng vào eo San Benardino. Mở màn trận đánh, máy bay từ mẫu hạm được New Jersey hộ tống đã gây thiệt hại nặng tới Lực lượng Phương Nam và Trung Tâm của người Nhật, đánh chìm thiết giáp hạm Musashi vào ngày 23 tháng 10. Trong ngày tiếp theo, Halsey mắc phải bẫy của người Nhật khi đã điều toàn bộ tàu chiến của ông đi truy đuổi Hạm đội Phương Bắc của Phó Đô đốc Jisaburō Ozawa. Máy bay từ lực lượng của Halsey đã đánh chìm 4 hàng không mẫu hạm, 1 khu trục hạm và 1 tuần dương hạm của Ozawa, trong khi đó New Jersey di chuyển hết tốc lực về mối đe dọa lớn hơn ở Samar - Lực lượng Trung tâm của Takeo Kurita. Tuy nhiên lực lượng này đã rút lui khi New Jersey có mặt tại khu vực.

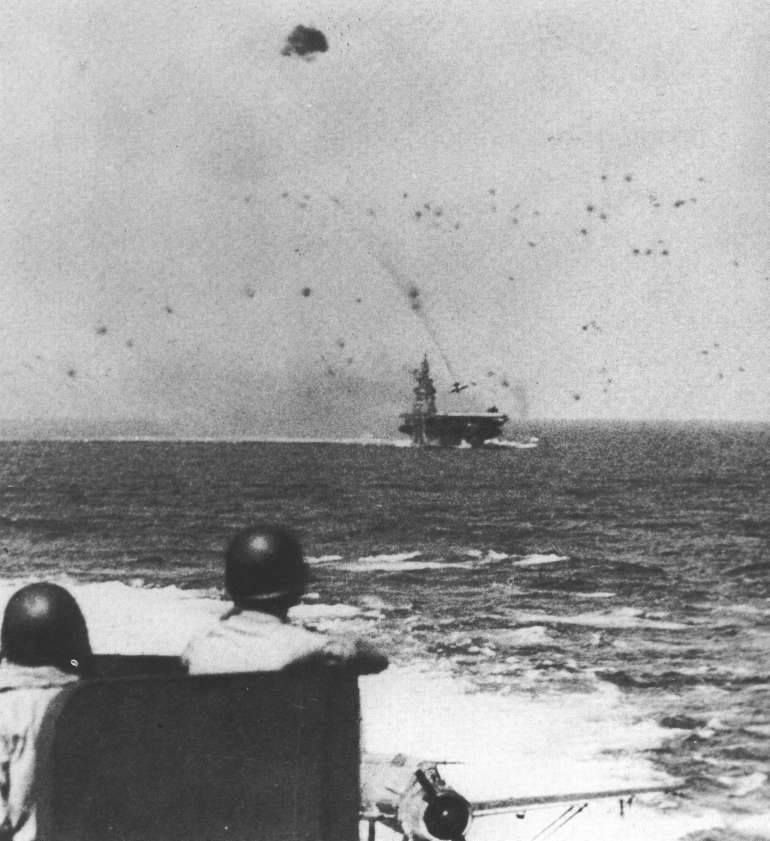
Pháo thủ phòng không của New Jersey đang bất lực nhìn 1 chiếc kamikaze lao vào hàng không mẫu hạm Intrepid.

New Jersey hội ngộ cùng lực lượng mẫu hạm chủ lực gần San Benardino vào ngày 27 tháng 10 năm 1944 để chuẩn bị cho cuộc tấn công vào khu vực trung tâm và nam Luzon. 2 ngày sau, lực lượng này bị tấn công dữ dội bởi những máy bay Thần Phong. Hỏa lực phòng không của New Jersey đã giúp bắn hạ nhiều máy bay Nhật Bản, trong đó có 1 máy bay đang cố gắng lao vào hàng không mẫu hạm Intrepid, nhưng lại bị hỏa lực phòng không của Intrepid bắn trúng tàu, làm thương 3 thủy thủ của New Jersey. Vào ngày 25, 3 chiếc nữa bị bắn hạ, trong đó có mảnh vụ của 1 chiếc văng vào sàn bay của Hancock, tạo 1 đám cháy nhỏ. Intrepid lại bị tấn công lần nữa. Con tàu đã bắn hạ 1 chiếc Kamikaze, nhưng lại 1 chiếc khác đâm vào mặc dù đã bị pháo của New Jersey bắn trúng. New Jersey đồng thời bắn hạ 1 chiếc đang lao vào mẫu hạm Cabot và 1 chiếc nữa, vốn đâm vào mạn trái phần mũi tàu của Cabot.

Thiết giáp hạm New Jersey đang vượt sóng dữ, tháng 11 năm 1944. Hàng không mẫu hạm di chuyển phía trước New Jersey là Hancock.

Ngày 18 tháng 12 năm 1944, các tàu chiến thuộc Lực lượng Đặc nhiệm 38 bất ngờ đi vào cơn bão Cobra. 1 hạm đội gồm 7 hàng không mẫu hạm chủ lực, 6 hàng không mẫu hạm hạng nhẹ, 8 thiết giáp hạm, 15 tuần dương hạm và hơn 50 khu trục hạm, bị cơn bão bao trùm khi đang chuẩn bị việc tiếp tế nhiên liệu. Lúc đó, hạm đội đang hoạt động ở biển Philippines, ở vị trí cách Luzon khoảng 500 km về phía Đông. Đội mẫu hạm này vừa kết thúc các đợt xuất kích kéo dài 3 ngày vào các sân bay của Nhật và ngăn chặn các đợt tấn công của máy bay Nhật vào lực lượng đổ bộ của Mỹ ở Mindoro. Đội đặc nhiệm này tập kết với đội tiếp tế của Đại tá Jasper T. Acuff ngày 17 tháng 12 để tái bổ sung nhiên liệu cho toàn bộ tàu và thay thế số máy bay bị mất.
Dù biển động ngày càng mạnh, các nhiễu động xoáy thuận gần khu vực đó không cho lại bất cứ thông tin gì về cơn bão sắp tới. Mỗi hàng không mẫu hạm của Đệ Tam Hạm đội đều có 1 nhân viên thời tiết trên tàu, và kì hạm New Jersey của hạm đội cũng có 1 nhân viên thời tiết dày dạn kinh nghiệm - Trung tá G.F Kosco, tốt nghiệp khoa Khí tượng tại Học viện Công nghệ Massachusetts và đồng thời đã nghiên cứu về các cơn bão ở Tây Ấn, dù vậy, không 1 ai trên những con tàu này đã kịp đưa ra cho Đệ Tam Hạm đội những cảnh báo kịp thời về cơn bão sắp tới. Vào ngày 18 tháng 12, cơn bão nhỏ nhưng mạnh đã tràn qua vị trí của Đệ Tam Hạm đội, với nhiều tàu vẫn đang thực hiện dở việc tiếp nhiên liệu. Nhiều tàu nằm ngay giữa trung tâm cơn bão và bị ảnh hưởng bởi biển động rất mạnh và những cơn gió giật lớn. 3 khu trục hạm - Hull, Monaghan và Spence - bị bão đánh lập úp và chìm với gần như toàn bộ thủy thủ đoàn, trong khi đó, 1 tuần dương hạm, 5 hàng không mẫu hạm và 3 khu trục hạm chịu thiệt hại đáng kể. Ước tính 790 sĩ quan và thủy thủ thiệt mạng, và hơn 80 người khác bị thương. 3 mẫu hạm khác bị bốc cháy vì máy bay đậu trong khoang chứa bị bão đánh tung khỏi vị trí, và phát nổ cùng với số đạn dược đi kèm. Hơn 140 máy bay thuộc nhiều tàu khác bị mất, hư hại đến mức không thể sửa chữa hoặc bị quét khỏi tàu. Dù vậy, như những thiết giáp hạm của TF-38, New Jersey đã khéo léo vượt qua cơn bão mà không chịu bất kì hư hại nào. Con tàu quay trở về Ulithi vào ngày Giáng Sinh để gặp gỡ với Đô đốc Chester Nimitz.

### Hoạt động cùng Hải đội Thiết giáp hạm số 7 cùng Đô đốc Badger
New Jersey hoạt động thêm 1 thời gian cùng Đệ Tam Hạm đội, từ ngày 30 tháng 12 năm 1944 tới ngày 25 tháng 1 năm 1945. Con tàu tham gia bảo vệ đội hàng không mẫu hạm làm nhiệm vụ không kích Formosa, Okinawa, Luzon, Đông Nam Á, Hong Kong, Swatow và Amoy. Vào ngày 27 tháng 1 tại Ulithi, Đô đốc Halsey chuyển kì hạm của mình ra khỏi New Jersey và con tàu được tiếp quản bởi Chuẩn Đô đốc Oscar C. Badger II - chỉ huy Hải đội Thiết giáp hạm số 7. Trong chiến dịch ở Iwo Jima, New Jersey bảo vệ đội của mẫu hạm Essex làm nhiệm vụ không kích đảo từ ngày 19 tới ngày 21 tháng 1, và bảo vệ hạm đội trong cuộc không kích Tokyo vào ngày 25 tháng 1. 2 ngày sau đó, lực lượng này tham gia không kích đảo Okinawa.

Thiết giáp hạm New Jersey (BB-62) neo đậu tại Vịnh Tokyo, tháng 12 năm 1945. Phía sau New Jersey là thiết giáp hạm Nagato của Hải quân Đế quốc Nhật Bản.

New Jersey tham gia vào chiến dịch Okinawa từ ngày 14 tháng 3 tới ngày 16 tháng 4. Trong khi các hàng không mẫu hạm đang chuẩn bị cho chiến dịch không kích Honshū, New Jersey chống trả lại các cuộc không kích, phóng thủy phi cơ để giải cứu những phi công bị bắn hạ, bảo vệ đội mẫu hạm khỏi các cuộc tấn công bằng máy bay cảm tử, bắn hạ ít nhất 3 chiếc và hỗ trợ bắn hạ nhiều chiếc khác. Vào ngày 24 tháng 3 năm 1945, con tàu làm nhiệm vụ pháo kích Okinawa. Vào những tháng cuối cùng của cuộc chiến, New Jersey được nâng cấp trang bị tại Xưởng Hải quân Puget Sound, và vào ngày 4 tháng 7, khởi hành tới San Pedro, Trân Châu Cảng và Guam. Vào ngày 14 tháng 8, con tàu 1 lần nữa trở thành kì hạm của Đô đốc Spruance của Đệ Ngũ Hạm đội. New Jersey lưu lại 1 thời gian ngắn ở Manila và Okinawa trước khi lên đường tới Vịnh Tokyo ngày 17 tháng 9, với vai trò kì hạm của Lực lượng Hải quân Đồng Minh tại vùng biển Nhật Bản, tới khi được thay thế bởi Iowa ngày 28 tháng 1 năm 1946. Con tàu đồng thời tham gia vào chiến dịch Magic Carpet, góp phần đưa hàng nghìn binh sĩ hồi hương, và cập bến San Francisco ngày 10 tháng 2 năm 1946.

## Thời kì hậu Thế chiến II (1946-1950)

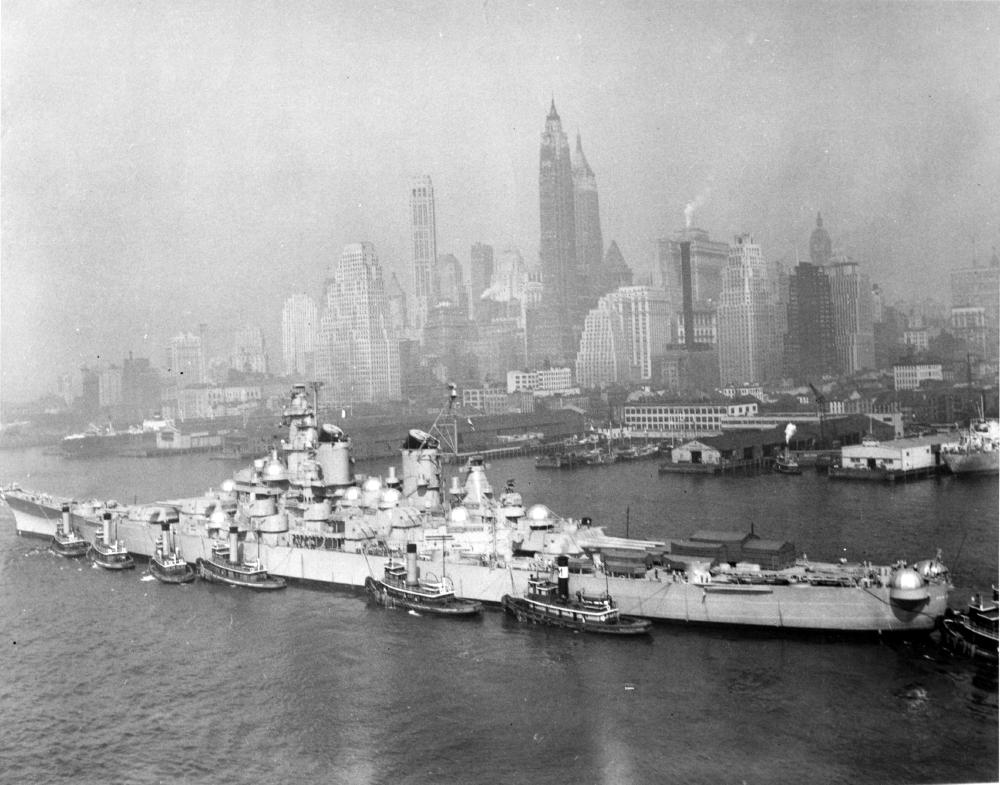
New Jersey đang được đưa về Nhóm New York, Hạm đội Trừ bị Đại Tây Dương sau khi được ngưng hoạt động năm 1948.

Sau khi hoàn thành các nhiệm vụ ở bờ Tây và trải qua 1 đợt nâng cấp trang bị ở Puget Sound, New Jersey quay trở về Bayonne, New Jerseys ngày 23 tháng 5 năm 1947 để tham gia 1 bữa tiệc sinh nhật mừng con tàu được 4 năm tuổi. Buổi tiệc có sự góp mặt của Thống đốc Bang New Jersey Alfred E. Driscoll, cựu Thống đốc Bang Walter E. Edge và nhiều quan chức khác. Từ ngày 7 tháng 6 tới 26 tháng 8 New Jersey sau đó góp mặt vào 1 trong những Hạm đội Huấn luyện đầu tiên đi du ngoạn vùng biển Bắc Âu kể từ khi bắt đầu Thế chiến II. Hơn 2,000 học viên của Học viện Hải quân Hoa Kỳ và Học viện Sĩ quan Hải quân Trừ Bị đã tham gia chuyến đi dưới sự chỉ huy của Đô đốc Richard L. Connolly, Tư lệnh Hạm đội Đông Đại Tây Dương và Địa Trung Hải. Con tàu sau đó được dùng làm nơi tổ chức tiệc chiêu đã tại Oslo, nơi con tàu được Đức Vua Haakon VII của Na Uy đi thị sát vào ngày 2 tháng 7, và tại Portsmouth, Anh. Hạm đội khởi hành về phía Tây ngày 18 tháng 7 để tham gia các buổi tập trận ở biển Caribbean và khu vực phía Tây Đại Tây Dương.
Sau khi hoàn thành nhiệm vụ ở New York với vai trò là kì hạm của Chuẩn Đô đốc Heber H. McLean, Tư lệnh Hải đội Thiết giáp hạm số 1, từ ngày 12 tháng 9 tới ngày 18 tháng 10, New Jersey được cho ngừng hoạt động tại Xưởng Đóng tàu Hải quân New York. Con tàu sau đó được được phân vào nhóm New York, thuộc Hạm đội Trừ bị Đại Tây Dương.

## Chiến tranh Triều Tiên (1950-1953)
Năm 1950, Bắc Triều Tiên bất ngờ tấn công Nam Triều Tiên, Hoa Kỳ nhanh chóng can thiệp dưới danh nghĩa của Liên Hợp Quốc. Tổng thống Harry S. Truman đã mất cảnh giác nên khá bất ngờ khi nhận được thông tin về cuộc xâm lược, nhưng ông nhanh chóng ra lệnh cho các lực lượng của Hoa Kỳ đóng quân ở Nhật Bản tiến vào Nam Triều Tiên. Truman đưa quân đội cùng nhiều xe tăng, máy bay và 1 lực lượng Hải quân lớn vào Nam Triều Tiên để hỗ trợ lực lượng Hàn Quốc. New Jersey nhanh chóng được đưa vào hoạt động trở lại để làm nhiệm vụ hỗ trợ pháo kích cho lực lượng Hàn Quốc và Liên Hợp Quốc. Con tàu được tái biên chế tại Bayonne vào ngày 21 tháng 11 năm 1950, Đại tá David M. Tyree được phân làm thuyền trưởng. New Jersey cùng thủy thủ đoàn nhanh chóng trải qua các đợt huấn luyện ở biển Caribbean để chuẩn bị cho các nhiệm vụ ở Triều Tiên. Con tàu rời Norfolk, Virginia ngày 16 tháng 4 năm 1951 và có mặt tại vùng biển phía Đông Hàn Quốc vào ngày 17 tháng 5. Phó Đô đốc Harold M. Martin, chỉ huy Đệ Thất Hạm đội, đã chọn New Jersey làm kì hạm của ông trong vòng 6 tháng tiếp theo.

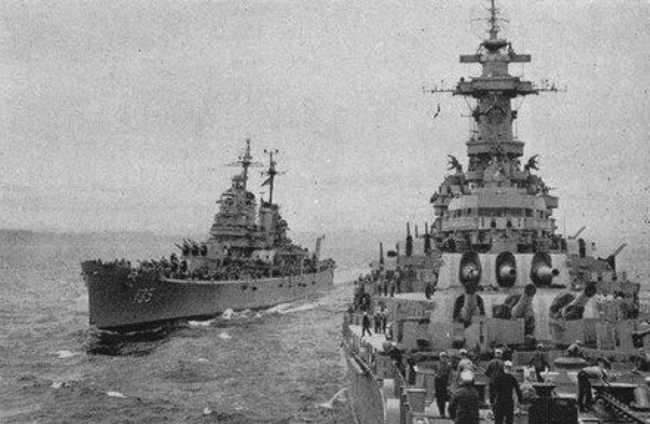
Thiết giáp hạm New Jersey cùng tuần duơng hạm Los Angeles ở ngoài khơi Hàn Quốc, tháng 5 năm 1951

New Jersey bắt đầu mở màn cuộc bắn phá đầu tiên của con tàu kể từ khi Thế chiến II ở khu vực Wonsan ngày 20 tháng 5. Trong 2 đợt tác chiến ở vùng biển Triều Tiên, con tàu đóng vai trò là pháo đài nổi di động trên biển. New Jersey tích cực pháo kích hỗ trợ cho Lực lượng Liên Hợp Quốc, pháo kích dọn bãi và mở đường, đánh phá các tuyến tiếp tế, hệ thống liên lạc, và khu vực đóng quân của lực lượng Cộng Sản. Những khẩu pháo 16-inch (406 mm) của New Jersey giúp con tàu có khả năng bắn hỗ trợ vượt xa các loại pháo mặt đất thông thường, có thể thay đổi vị trí bắn liên tục và thay đổi mục tiêu nhanh chóng mà không phải lo ngại về các đợt phản kích, phản pháo từ đất liền. Đồng thời, con tàu cũng có thể tham gia bao vệ và hộ tống cho các hàng không mẫu hạm. Thương vong duy nhất của con tàu được ghi nhận tại Wonsan, khi 1 thủy thủ tử trận và 2 người khác bị thuơng nặng khi con tàu bị trúng pháo phòng thủ bờ biển.

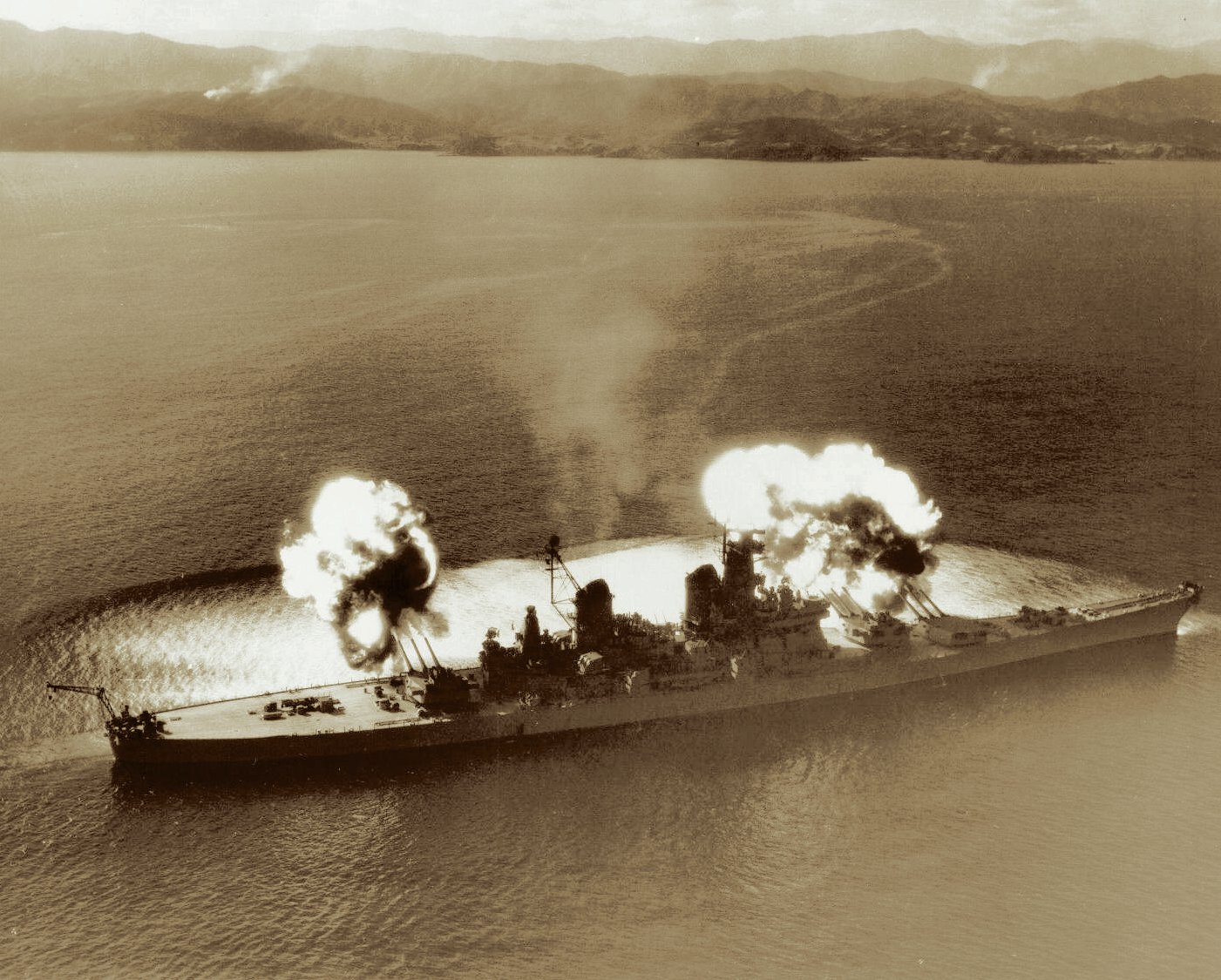
New Jersey đang bắn phá các vị trí của quân Bắc Triều Tiên ở khu vực gần vĩ tuyến 38, ngày 10 tháng 11 năm 1951.

Từ ngày 23 tới ngày 27 tháng 5 và ngày 30 tháng 5 năm 1951, con tàu nã pháo vào các mục tiêu tại khu vực gần Yangyang và Kaesong, tiêu diệt nhiều lực lượng đồn trú, phá hủy 1 cây cầu và 3 bãi chứa đạn lớn. Các phi công trinh sát sau đã báo cáo rằng Yangyang đã bị bỏ rơi sau cuộc bắn phá này, và hệ thống đường sắt cũng như nhiều phuơng tiện vận tải bị phá hủy ở Kaesong. Ngày 24 tháng 5, 1 trực thăng của tàu bị mất tích sau khi hết nhiên liệu vì phi hành đoàn vẫn tiếp tục hoạt động tìm kiếm phi công bị bắn hạ. Phi hành đoàn của chiếc trực thăng may mắn sống sót, họ tiếp cận được vùng lãnh thổ đồng minh và được đưa trở về tàu của họ 2 tuần sau đó.
New Jersey tiếp tục bắn phá khu vực Wonsan vào ngày 4 tháng 6. 2 ngày sau đó, con tàu pháo kích vào khu vực được báo cáo là có sự xuất hiện của 1 trung đoàn pháo binh và 1 đồn xe tải. Các máy bay trinh sát của Đệ Thất Hạm đội tham gia hỗ trợ pháo kích và báo cáo ghi nhận cuộc bắn phá thành công. Vào ngày 28 tháng 7, ở ngoài khơi Wonsan, con tàu 1 lần nữa bị các khẩu pháo trong đất liền bắn ra. Nhiều viên đạn ghi nhận rơi sát mạn trái của tàu nhưng sau đó bị pháo của New Jersey bắn trả dữ dội, khiến nhiều khẩu pháo bị phá hủy. Trong khoảng thời gian từ ngày 4 đến ngày 12 tháng 7, New Jersey, hỗ trợ cho các đợt tấn công của lực lựong Liên Hợp Quốc tại khu vục Kaesong.Khi Sư đoàn Bộ binh số 1 của Đại Hàn Dân Quốc tấn công vào phòng tuyến địch, các khẩu pháo của New Jersey đã bắn hạ nhiều ụ pháo cối, và kho đạn dược của địch. New Jersey tiếp tục bắn phá Wonsan 1 lần nữa vào ngày 18 tháng 7 và phá hủy 5 khẩu pháo trong đất liền.
New Jersey hỗ trợ cho lực lượng Hàn Quốc tại khu vực Kaesong ngày 17 tháng 8. Con tàu bắn phá liên tiếp suốt 4 ngày đêm nhằm quấy rối lực lượng miền Bắc và gây thuơng vong lớn. Con tàu quay trở lại khu vực này 1 lần nữa vào ngày 29 để bắn phá dọn bãi cho cuộc đổ bộ giả nhằm thu hút lực lượng Bắc Triều Tiên và chia lửa cho lực lượng Hàn Quốc. Ngày hôm sau, con tàu mở màn cuộc bắn phá 3 ngày liên tục tại khu vực Changjon, trực thăng của tàu báo cáo New Jersey đã phá hủy 4 toà nhà, làm hỏng nặng 1 tuyến đường, ga đường sắt bị phá hủy và nhiều kho chứa than, tòa nhà và kho hàng bốc cháy.
Con tàu ngừng hoạt động bắn phá vào ngày 23 tháng 9 để tiếp nhận thương vong từ khinh hạm Apnok của Hàn Quốc, bị hư hại bởi hỏa lực pháo từ đất liền. Sau đó con tàu tham gia pháo kích khu vực Kaesong, hỗ trợ cho các cuộc tấn công của Quân đoàn X Hoa Kỳ bằng các cuộc pháo kích quấy rối vào ban đêm và phá hủy các mục tiêu cố định vào ban ngày. Các cuộc hành quân và phản công của quân Bắc Triều Tiên phần lớn bị trì trệ bởi hỏa lực pháo của New Jersey. Nhiều vị trí súng cối, boongke, 1 cây cầu, 1 con đập và 2 bãi chứa đạn dựoc bị phá hủy. Ngày 1 tháng 10 năm 1951, Đại tướng Omar Bradley, Chủ tịch Hội đồng Tham mưu trưởng Liên quân và Đại tướng Matthew B. Ridgeway, lãnh đạo Bộ Tư lệnh Viễn Đông, đã có mặt trên tàu để thảo luận với Đô đốc Martin.
Từ ngày 1 đến ngày 6 tháng 10, New Jersey tham chiến tại khu vực Kaesong, Hamhung, Hungnam, Tanchon và Songjin. Mục tiêu là các hệ thống boongke và trạm tiếp tế ở Kaesong và hệ thống đường sắt, đường hầm, cầu, nhà máy lọc dầu, ga xe lửa và các ụ pháo phòng thủ bãi biển ở các nơi còn lại. Kojo-do là mục tiêu bắn phá tiếp theo của New Jersey vào ngày 16 tháng 10, với sự hỗ trợ của tuần dương hạm HMS Belfast và các phi công trinh sát của HMAS Sydney. Cuộc tấn công được lên kế hoạch cụ thể và phối hợp chặt chẽ nên đã thu lại kết quả xuất sắc. Ngoài ra, cuộc bắn phá kéo dài 5 giờ vào khu vực Kaesong đã "phá hủy 10 ụ pháo và gây ra hơn 500 thương vong cho kẻ thù."
New Jersey tiếp tục hoạt động pháo kích từ ngày 1 tới ngày 6 tháng 11. Con tàu tấn công các cây cầu, hệ thống đường bộ và đường sắt tại Wonsan, Hungnam, Tanchon, Iowon, Songjin và Chongjin, khiến 4 cây cầu bị phá hủy, nhiều cây cầu khác bị hư hỏng nặng, 2 ga xe lửa và nhiều đoạn đường ray bị phá hủy. Sau các đợt pháo kích tiếp theo ở Kaesong và bán đảo Chang-San-Got, con tàu hoàn thành đợt hoạt động đầu tiên ở bán đảo Triều Tiên. Được Wisconsin tiếp quản vai trò kì hạm, New Jersey quay về Yokosuka, rồi Hawaii, Long Beach và kênh đào Panama, và quay trở về Norfolk vào ngày 20 tháng 12 để tham đợt nâng cấp kéo dài 6 tháng. Từ ngày 19 tháng 7 năm 1952 tới ngày 5 tháng 9, con tàu trở thành kì hạm của Chuẩn Đô đốc H. R. Thurber và là chỉ huy khóa huấn luyện của Học viện Hải quân Hoa Kỳ và Học viện Sĩ quan Hải quân Trừ Bị, lên đường tới Cherbourg, Lisbon và biển Caribbean. Con tàu chuẩn bị cho đợt xuất quân thứ 2 ở Triều Tiên, và rời Norfolk vào ngày 5 tháng 3 năm 1953.

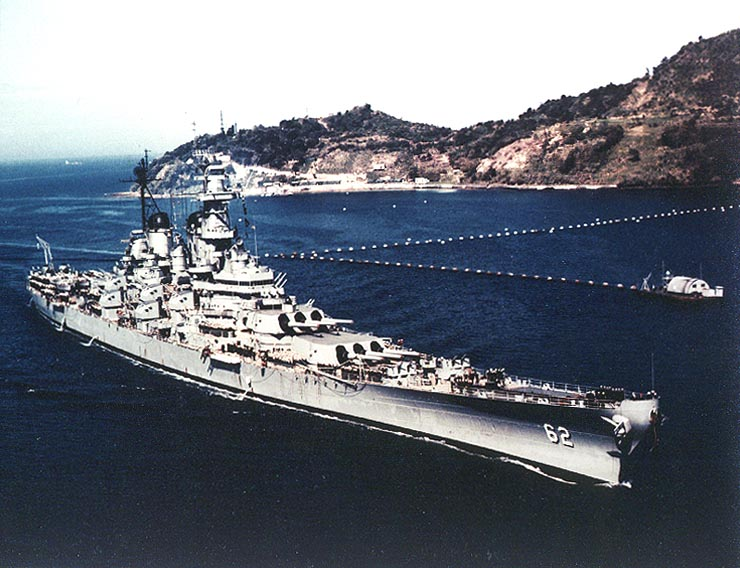
New Jersey neo đậu ở Yokosuka trong đợt tham chiến thứ 2 ở Triều Tiên, tháng 4 năm 1953.

Sau khi di chuyển qua kênh đào Panama, Long Beach và Hawaii, New Jersey cập bến Yokosuka vào ngày 5 tháng 4, và thay thế chiếc Missouri làm kì hạm của Phó Đô đốc Joseph H. Clark, chỉ huy Đệ Thất Hạm đội, vào ngày hôm sau. Ngày 12 tháng 4, New Jersey quay trở lại chiến đấu bằng nhiệm vụ pháo kích Chongjin, và phá hủy hoàn toàn trạm vô tuyến ở đó. Ngày 16 tháng 4, New Jersey bắn phá hệ thống pháo phòng thủ bờ biển ở Kojo, hệ thống đường sắt và đường hầm ở Hungnam vào ngày 18 tháng 4, và tổ hợp pháo đặt xung quanh cảng Wonsan vào ngày 20 tháng 4, phá hủy pháo ở 5 khu vực khác nhau. New Jersey pháo kích Songjin một lần nữa vào ngày 23 tháng 4, bắn trúng 6 viên 16-inch vào thẳng hầm đường sắt và phá hủy 2 cây cầu đường sắt.
New Jersey sau đó tham gia hỗ trợ hỏa lực cho một cuộc tấn công lớn trên không và mặt đất vào Wonsan ngày 1 tháng 5, với sự trợ giúp của các máy bay của Đệ Thất Hạm đội, vừa làm nhiệm vụ tấn công, vừa do thám mục tiêu cho chiếc thiết giáp hạm. Con tàu đã hạ gục 11 khẩu pháo bờ biển quân Cộng Sản vào ngày hôm đó, và 4 ngày sau đó, phá hủy trạm quan sát chính trên đảo Hodo Pando. Hai ngày sau, Kalmagak tại Wonsan là mục tiêu pháo kích của con tàu. Buổi sinh nhật lần thứ 10 của New Jersey, ngày 23 tháng 5 năm 1953, được tổ chức tại Incheon với sự góp mặt của Tổng thống Hàn Quốc Lý Thừa Vãn và Đệ Nhất Phu Nhân Franziska Donner, Trung tướng Maxwell D. Taylor, và các quan chức khác trên tàu. Hai ngày sau, New Jersey trở lại hoạt động dọc theo bờ biển phía tây tại Chinampo để đánh sập các vị trí phòng thủ quanh bến cảng.